# Ivo Baldi Gaburri
Ivo Baldi Gaburri (27 de març de 1947, Città di Castello, Úmbria, Itàlia - 2021, Huaraz, Perú) va ser un bisbe catòlic, filòsof i teòleg italià. Entre el 2008 i el 2021 fou bisbe de Huaraz.

## Biografia
Estudià filosofia i teologia al Seminari Regional d'Assís. Fou ordenat sacerdot el 9 d'octubre de 1971.
Després de l'ordenació començà a exercir com a coadjutor a la catedral del seu poble natal i també s'encarregà dels grups juvenils de l'obra "Mato Grosso". El 1975 se n'anà al Perú. Allà fou capellà de Piscobamba i San Marcos. Després passà a ser rector del seminari del Santuari del Senyor de Pomallucay, pertanyent a la prelatura de Huari.
El 14 de desembre del 1999 ascendí a l'episcopat quan Sa Santedat el Papa Joan Pau II el nomenà bisbe de la diòcesi de Huaraz. Rebé la consagració episcopal a Roma el 6 de gener de l'any següent.
El 4 de febrer del 2004 fou assignat primerament com prelat de Huari i prengué possessió oficial d'aquest càrrec el 29 de maig. Cal destacar que l'abril del 2008 amb l'elevació de la prelatura de Huari al rang de bisbat, s'ha convertit en el primer bisbe diocesà d'aquesta seu.